# ディッチリング

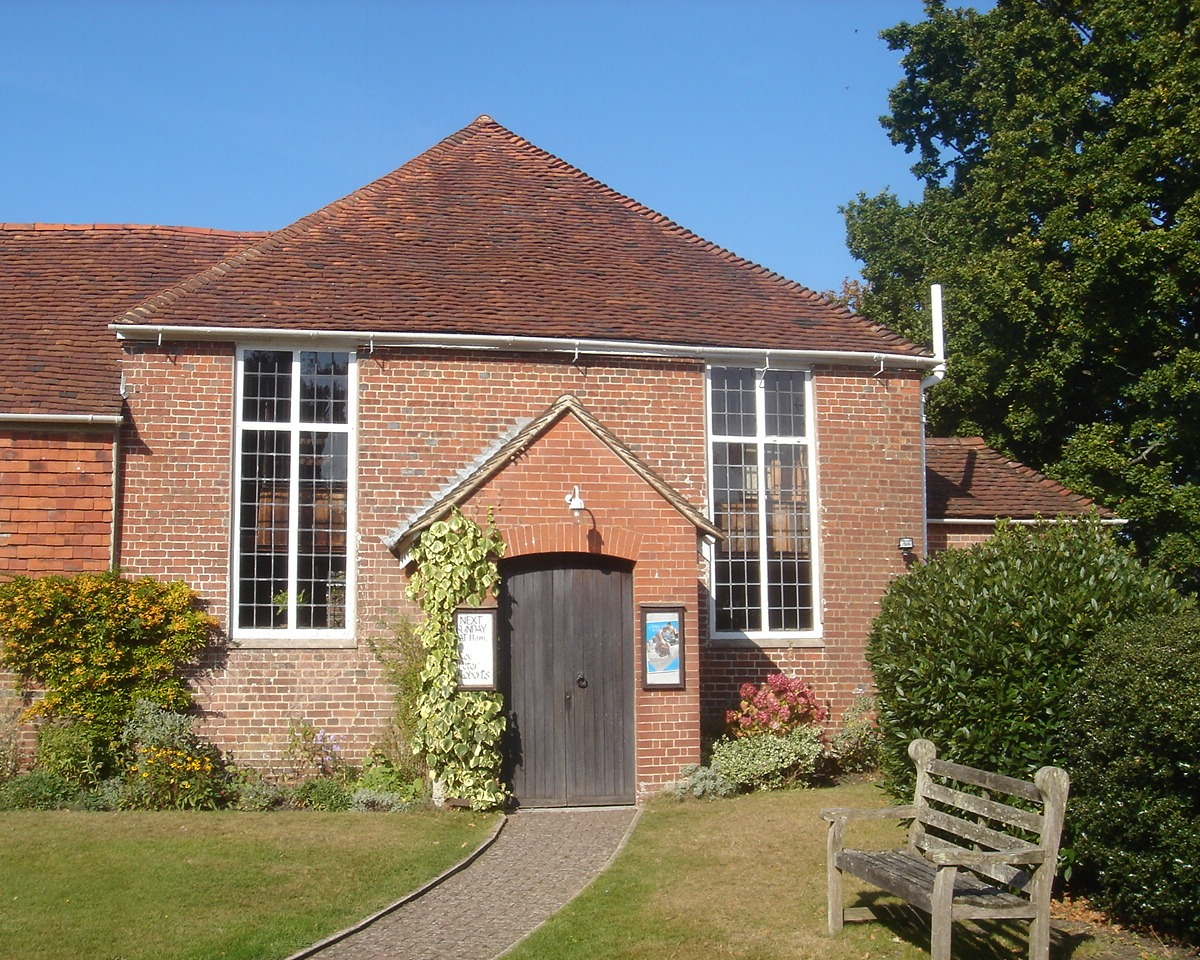
オールド・ミーティング・ハウス (2009年9月)

ディッチリング （Ditchling）は、イギリス・イングランド南部のイースト・サセックス州西部にあるヴィレッジ (Village) で、行政教区 (Civli Parish)。首都ロンドンの南方、イギリス海峡に近い位置にある。

## 概要
ロンドンのほぼ真南の方向にあり、イギリス海峡沿岸の都市ブライトンに近い。村は南北に細長く、その西側はウェスト・サセックス州との州境となっている。面積は、15.49平方キロメートル。人口は、2,008人（2009年） 。
村は、西のハンプシャー州から東へ伸び、ウェスト・サセックス州を貫けて、さらに東のイースト・サセックス州に至る、白亜が特徴的な帯状の丘陵地帯「サウス・ダウンズ」の麓にある。村の南側には、この丘陵地帯では3番目に高い「ディッチリング・ビーコン」（Ditchling Beacon、標高248メートル）がある。
また、村は、彫刻家・書体デザイナーのエリック・ギルが、芸術家村「セント・ジョセフ・アンド・セント・ドミニク・ギルド」（The Guild of St Joseph and St Dominic）を開いたことで知られている。1907年にディッチリングに移り住んだエリック・ギルのもとには多くの工芸家が集まり、芸術家村を開く素地となった。1921年に開村したこの芸術家のコミュニティーは、1989年まで活動を続けた。

## 文化施設

### 美術館・博物館
- ディッチリング美術館 （Ditchling Museum）[4]

## 宗教施設

### 教会・寺院

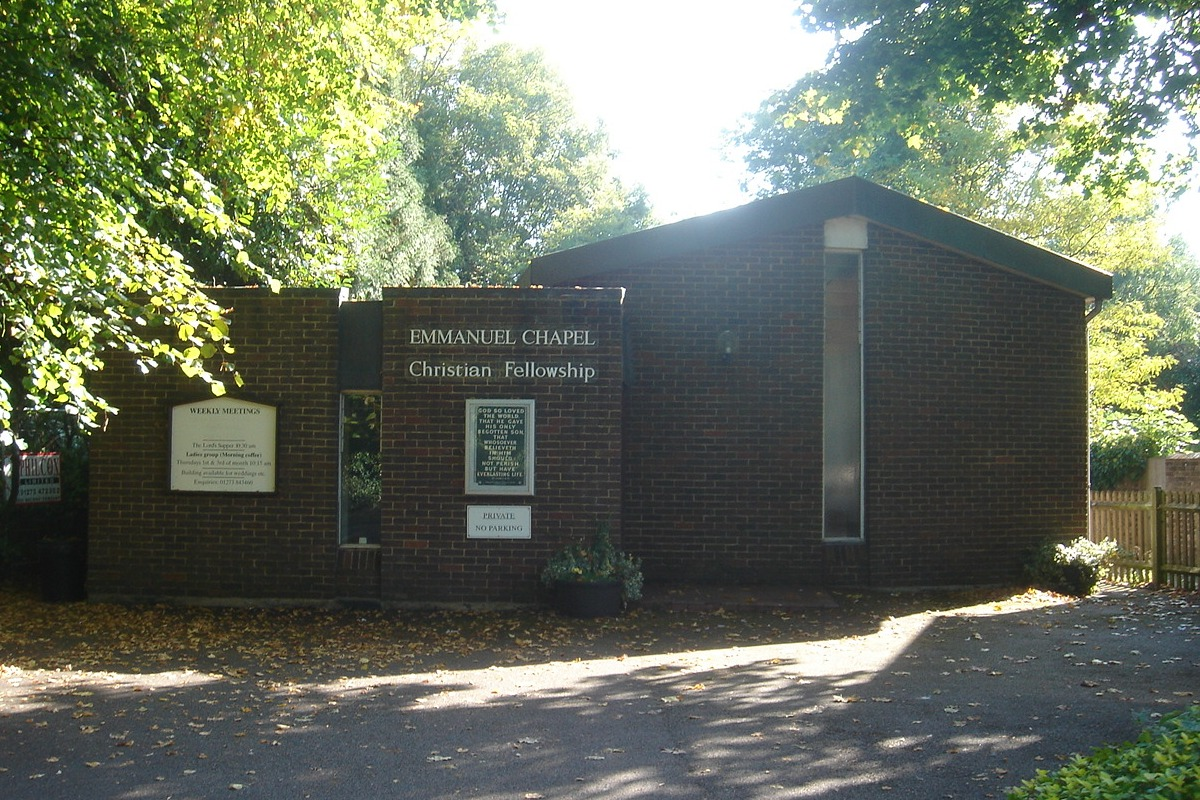
エマニュエル教会 (2009年9月)

- エマニュエル教会 （Emmanuel Chapel）
  - 20世紀初めに建設された福音派の教会 [5][6]。
- オールド・ミーティング・ハウス （The Old Meeting House）
  - 1740年に建設された教会。現在は、ユニテリアン主義者の活動の場となっている [6][7]。
- セント・マーガレット教会 （St Margaret's Church）
  - 11世紀に創設された聖公会の教会。建物のほとんどが13世紀のものだが、身廊は創設時に遡る [5][6]。
- フレンズ・ミーティング・ハウス （Friends Meeting House）
  - クエーカーの施設。村の中心付近にある [8][9]。

### その他
- 旧ベウラ・パティキュラー・バプテスト教会 （Beulah Strict Baptist Chapel）
  - 1867年から1930年代まで使用されていたパティキュラー・バプテストの教会。現在は、住宅となっている [5][7]。

## 著名な居住者

### 文化
- エリック・ギル (彫刻家、デザイナー、版画家)
- フランク・ブラングィン (芸術家。絵画、版画、彫刻、デザインなど多方面で活動)
- レイモンド・ブリッグズ (イラストレーター、漫画家)

### 芸能
- ヴェラ・リン (歌手)